# Tantilla reticulata
Espèce
Synonymes
- Microdromus virgatus Günther, 1873
- Homalocranium sexfasciatum Fischer, 1881
- Tantilla virgata (Günther, 1873)
- Tantilla sexfasciata (Fischer, 1881)

Tantilla reticulata  est une espèce de serpents de la famille des Colubridae.

## Répartition
Cette espèce se rencontre :
- dans le sud-est du Nicaragua ;
- au Costa Rica ;
- au Panama ;
- dans le nord-ouest de la Colombie.

## Publication originale
- Cope, 1860 : Catalogue of Colubridae in the Museum of the Academy of Natural Sciences of Philadelphia. Proceedings of the Academy of Natural Sciences of Philadelphia, vol. 12, p. 74-79 (texte intégral).